# Printzia
 Printzia   Cass., 1825 è un genere di piante angiosperme dicotiledoni della famiglia delle Asteraceae (sottofamiglia Asteroideae e tribù Astereae/clade Basal grade.  Printzia  è anche l'unico genere della sottotribù Printziinae  G.L.Nesom, 2020.

## Etimologia
Il nome scientifico della sottotribù è stato definito dal botanico Alexandre Henri Gabriel de Cassini (1781-1832) nella pubblicazione " Dictionnaire des Sciences Naturelles, dans lequel on traite méthodiquement des différens êtres de la nature, considérés soit en eux-mêmes, d'aprés l'état actuel de nos connoissances, soit relativement à l'utilité quén peuvent retirer la médecine, l'agriculture, le commerce et les arts. Strasbourg. Edition 2" ( Dict. Sci. Nat., ed. 2. [F. Cuvier] 37: 488) del 1825.  Il nome scientifico della sottotribù è stato definito dal botanico Guy L. Nesom (1945-) nella pubblicazione " Phytoneuron. Digital Publications in Plant Biology" ( Phytoneuron 2020-53: 30 ) del 2020.

## Descrizione

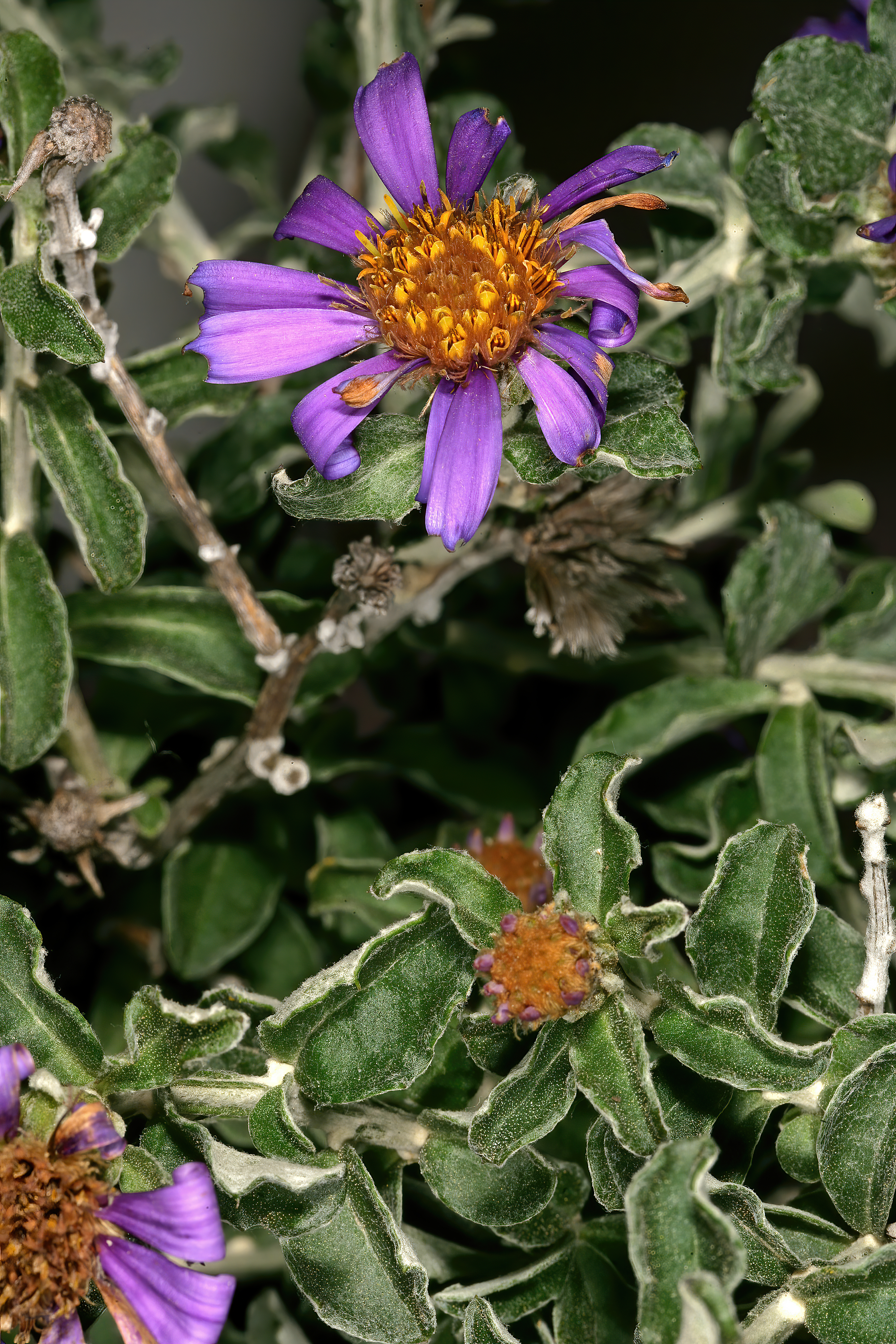
Il portamento
Printzia polifolia

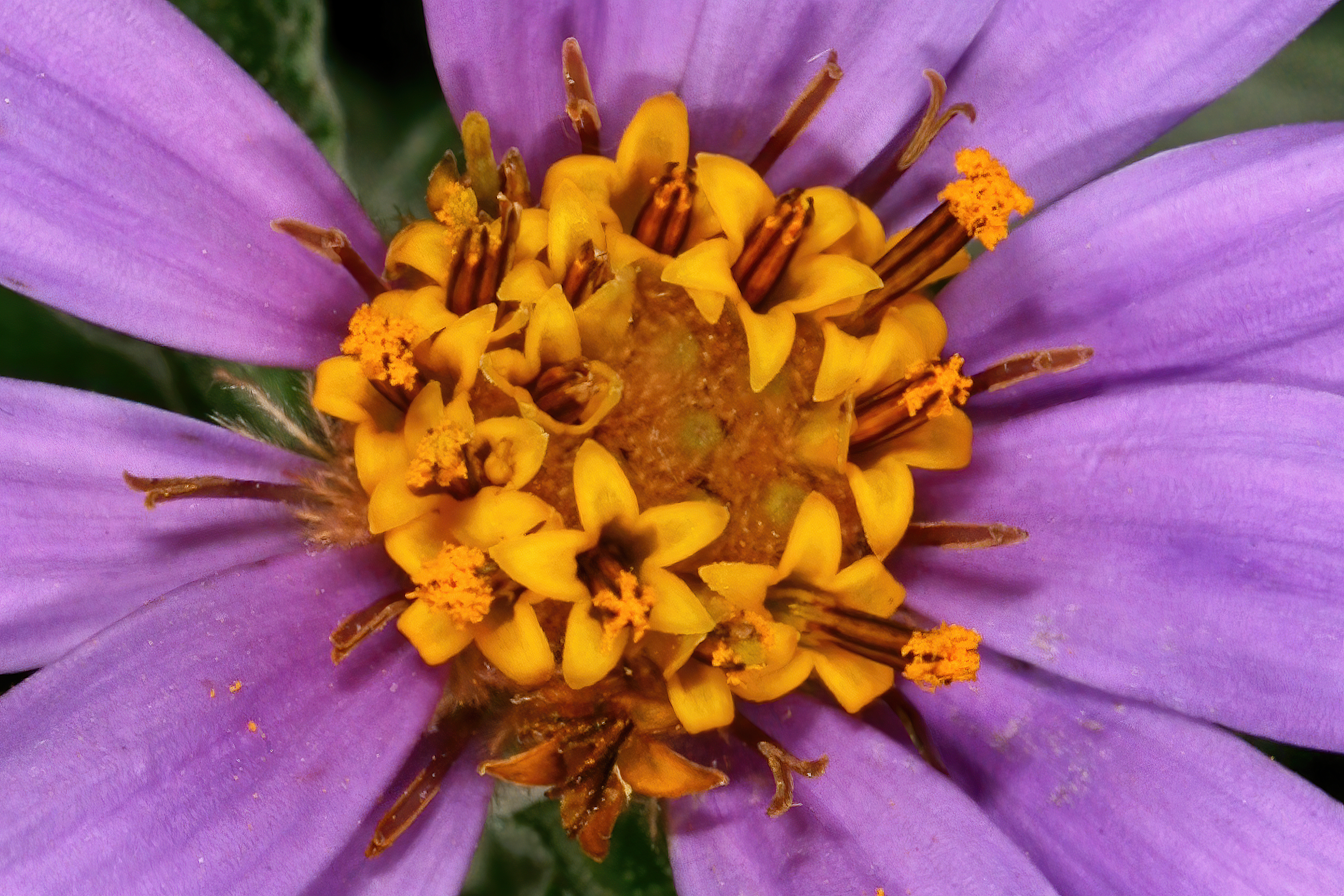
I fiori
Printzia polifolia

Portamento. Le specie di questo genere hanno un habitus di tipo erbaceo perenne (talvolta anche sub-arbustivo). le parti inferiori degli steli e delle foglie sono tomentose.
Fusto. La parte aerea in genere è eretta, semplice o ramosa. 
Foglie. Le foglie, coriacee, in genere sono disposte in modo alternato e sessile. La lamina è semplice con forme variabili da strettamente ellittiche a ovate. 
Infiorescenza. Le sinflorescenze sono sia scapose (capolini solitari) che composte da diversi capolini raccolti in formazioni tirsoidi. Le infiorescenze vere e proprie sono composte da un capolino terminale brevemente peduncolato di tipo radiato con fiori eterogami. I capolini sono formati da un involucro, con forme cilindriche, composto da diverse brattee, al cui interno un ricettacolo fa da base ai fiori di due tipi: fiori del raggio e fiori del disco. Le brattee, con forme da lanceolate a ovate e a consistenza erbacea, sono disposte in modo più o meno embricato e scalato su 2 - 5 serie. Il ricettacolo in genere è nudo ossia senza pagliette a protezione della base dei fiori; la forma è piatta.
Fiori.  I fiori sono tetra-ciclici (formati cioè da 4 verticilli: calice – corolla – androceo – gineceo) e pentameri (calice e corolla formati da 5 elementi). Si distinguono in:
- fiori del raggio (esterni): sono femminili (con talvolta staminoidi) e sono disposti su una sola serie; la forma è ligulata (zigomorfa); le ligule sono filiformi (raramente) o attorcigliate;
- fiori del disco (centrali): sono più numerosi con forme brevemente tubulose (attinomorfe); sono ermafroditi.

- Formula fiorale:

*/x K {\displaystyle \infty }, [C (5), A (5)], G 2 (infero), achenio
- Calice: i sepali del calice sono ridotti ad una coroncina di squame.

- Corolla: la forma della corolla alla base è più o meno imbutiforme, mentre all'apice è ligulata a 5 (raramente 3) denti (i fiori del raggio) o strettamente tubolare con 5 (raramente 4) lobi (i fiori del disco); i lobi, patenti sono ricurvi e hanno una forma triangolare. I colori della corolla sono giallo (i fiori del disco) e violaceo, bianco o blu (i fiori del raggio).

- Androceo: l'androceo è formato da 5 stami sorretti da filamenti generalmente liberi; gli stami sono connati e formano un manicotto circondante lo stilo; le teche (produttrici del polline) alla base sono provviste di una lunga coda; le appendici apicali delle antere hanno delle forme piatte e lanceolate; il tessuto endoteciale (rivestimento interno dell'antera) è quasi sempre polarizzato (con due superfici distinte: una verso l'esterno e una verso l'interno). Il polline è sferico con un diametro medio di circa 25 micron;  è tricolporato (con tre aperture sia di tipo a fessura che tipo isodiametrica o poro) ed è echinato (con punte sporgenti).[10][12]

- Gineceo: l'ovario è infero uniloculare formato da 2 carpelli.[6] Lo stilo (il recettore del polline) è profondamente bifido (con due stigmi divergenti) e con le linee stigmatiche marginali separate.[13] I due bracci dello stilo hanno una forma lanceolata e possono essere papillosi o ricoperti da ciuffi di peli. Lo stilo dei fiori del raggio è supinato.

Frutti. I frutti sono degli acheni con pappo; in alcune specie è presente un certo dimorfismo (gli acheni dei fiori del raggio differiscono dagli acheni dei fiori del disco);
- achenio: gli acheni, con forme affusolate, hanno 10 nervature laterali; la superficie normalmente è cosparsa da setole; la parete dell'achenio è formata da celle contenenti rafidi ma prive di fitomelanina; il carpoforo normalmente è anulare; le setole con punte a forma di ancora non sono presenti;
- pappo: il pappo è formato da 1 - 2 serie di setole finemente piumose.

## Biologia
Impollinazione: l'impollinazione avviene tramite insetti (impollinazione entomogama tramite farfalle diurne e notturne).

Riproduzione: la fecondazione avviene fondamentalmente tramite l'impollinazione dei fiori (vedi sopra).

Dispersione: i semi (gli acheni) cadendo a terra sono successivamente dispersi soprattutto da insetti tipo formiche (disseminazione mirmecoria). In questo tipo di piante avviene anche un altro tipo di dispersione: zoocoria. Infatti gli uncini delle brattee dell'involucro (se presenti) si agganciano ai peli degli animali di passaggio disperdendo così anche su lunghe distanze i semi della pianta. Inoltre per merito del pappo il vento può trasportare i semi anche a distanza di alcuni chilometri (disseminazione anemocora).

## Distribuzione e habitat
Le specie di questa sottotribù sono distribuite in Sudafrica.

## Sistematica
La famiglia di appartenenza di questa voce (Asteraceae o Compositae, nomen conservandum) probabilmente originaria del Sud America, è la più numerosa del mondo vegetale, comprende oltre 23.000 specie distribuite su 1.535 generi, oppure 22.750 specie e 1.530 generi secondo altre fonti (una delle checklist più aggiornata elenca fino a 1.679 generi). La famiglia attualmente (2021) è divisa in 16 sottofamiglie; la sottofamiglia Asteroideae è una di queste e rappresenta l'evoluzione più recente di tutta la famiglia.

### Filogenesi
Il gruppo di questa voce è descritto nella tribù Astereae, una delle 21 tribù della sottofamiglia Asteroideae). Da un punto di vista filogenetico, la tribù Astereae fa parte del supergruppo (o sottofamiglia) "Asteroideae grade"; l'altro è il supergruppo "Non-Asteroideae" contenente il resto delle sottofamiglie delle Asteraceae. All'interno del supergruppo è vicina alle tribù Senecioneae, Calenduleae, Gnaphalieae e Anthemideae.
I caratteri più notevoli della tribù Astereae sono: la base delle antere sono prive di code e non sono calcarate (speronate); le linee stigmatiche dei bracci dello stilo sono totalmente separate; i due bracci dello stilo hanno una forma breve o allungata da lanceolata a deltoide e possono essere papillosi o ricoperti da ciuffi di peli (all'esterno, mentre all'interno sono glabri). La distribuzione della maggior parte delle specie di questo gruppo è nelle regioni temperate nord e sud.
In base alle ultime ricerche nella tribù sono stati individuati (provvisoriamente) 5 principali lignaggi:
- Basal grade: include alcuni generi isolati, il gruppo "South American-Oceania",  alcune sottotribù africane e il gruppo dei generi legnosi del Madagascar.
- Bellis lineage: comprende le sottotribù eurasiatiche e una sottotribù africana.
- Aster lineage: include i generi asiatici di Asterinae e i principali gruppi dell'Australia e dell'Oceania.
- Baccharis lineage: include alcuni gruppi sudamericani.
- North American lineage: include la vasta gamma di sottotribù del Nordamerica, Messico e alcuni gruppi distribuiti nel Sudamerica.

Il genere e la sottotribù di questa voce sono inclusi nel lignaggio Basal grade. In particolare Printzia fa parte del sottogruppo relativo agli areali dell'"Africa/Madagascar/Asia sud-est". Nell'ambito della tribù questo genere con il genere Denekia Thunb.  formano un "gruppo fratello" posizionato alla base delle Astereae e con caratteristiche primitive per la tribù. In precedenti trattazioni questo genere è descritto all'interno della sottotribù Hinterhuberinae (ora sinonimo della sottotribù Baccharidinae).
I caratteri distintivi delle specie di questa sottotribù sono:
- le foglie abassiali sono tomentose;
- i fiori del disco sono sempre bisessuali;
- le teche delle antere hanno una lunga coda basale.

### Elenco delle specie
Questo genere ha 6 specie:
- Printzia aromatica Less.
- Printzia auriculata  Harv.
- Printzia huttonii  Harv.
- Printzia nutans  (Bolus) Leins
- Printzia polifolia  (L.) Hutch.
- Printzia pyrifolia  Less.

### Sinonimi
Sono elencati alcuni sinonimi per questa entità:
- Lioydia Neck. ex Raf.